# Festuca vasconcensis
Festuca vasconcensis är en gräsart som först beskrevs av Markgr.-dann., och fick sitt nu gällande namn av Paul Henri Auquier och Michel François-Jacques Kerguélen. Festuca vasconcensis ingår i släktet svinglar, och familjen gräs. Inga underarter finns listade i Catalogue of Life.